# 苏联武装力量五十周年奖章
苏联武装力量五十周年奖章 (俄语：Юбилейная медаль «50 лет Вооружённых Сил СССР»)是苏联最高苏维埃主席团于1967年12月26日颁布法令设立的国家纪念章。以此纪念苏联武装力量建立50周年。有关此紀念章的法令曾在1968年2月22日，1969年12月19日，1980年7月18日被三次修订。

## 颁授情况

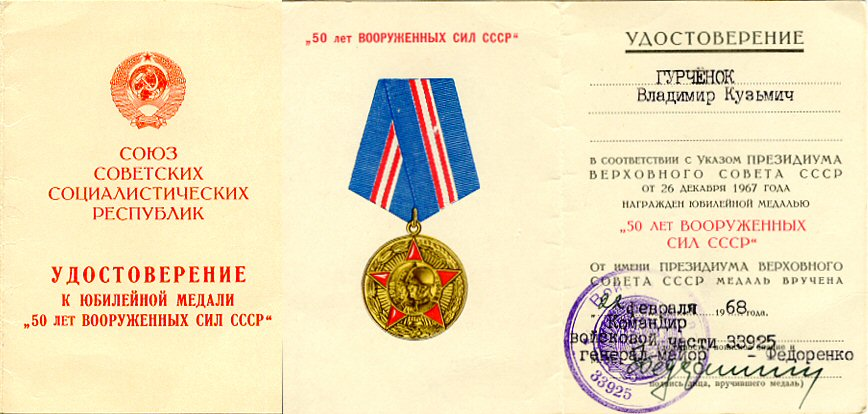
苏联武装力量五十周年奖章证书(封面和内页)

苏联武装力量五十周年奖章授予在1968年2月23日仍在苏联陆军、苏联海军、内务部内卫部队、苏联部长会议国家安全委员会武装部队中服役和执勤的元帅、将军、海军将领、军官、军士、士官、海军士官、士兵和水兵；及在苏联陆军、苏联海军、内务部内卫部队、苏联部长会议国家安全委员会武装部队的军事教育机构学习的培训生和学员，在苏联陆军、海军、内务部部队、苏联部长会议国家安全委员会的武装部队任职20年以上但现卸任并担任预备役或退休的元帅、将军、海军将领、军官；苏联英雄和获得过全部三个级别光荣勋章的个人。
1968年2月22日，苏联最高苏维埃主席团法令增加：前赤卫队成员，在苏联武装力量中参加战斗以保卫苏维埃祖国的战士，和曾被授予勇敢奖章、乌沙科夫奖章、战功奖章、纳希莫夫奖章、守卫苏联国界有功奖章、劳动英勇奖章、劳动优秀奖章者为该紀念章获奖者。
1969年12月19日，苏联最高苏维埃主席团法令增加：内战和1941至1945年苏德战争期间的游击队员为该紀念章获奖者。
该紀念章由各军事单位、编队指挥官，机构、院校负责人，共和国、领地、地区、区或城镇各级军事委员代表苏联最高苏维埃主席团授予获奖人。每枚奖章都附有证书，此证书为8厘米×11厘米的紙質小册子的形式，其中包含奖项的名称，获奖者的详细资料以及官方印章和签名。
苏联武装力量五十周年奖章佩戴在左胸，当存在其他苏联勋章奖章时，应配戴在苏联武装力量建立四十週年獎章之后，苏联武装力量建立六十週年獎章之前。如果佩戴了其它俄罗斯联邦勋章或奖章，则后者具有优先权。

## 奖章制式
苏联武装力量五十周年奖章为直径37毫米的圆形镀金铜质奖章。正面中央是一个直径19毫米的圆形浮雕，上面印有两名苏联士兵的左半身像，左边头戴钢盔的当时苏军战士和右边头戴布琼尼帽的红军战士及“1918-1968”字样，外围有红色珐琅五角星，背景为光芒线、月桂枝、橡叶和飘带图案；奖章背面上方位置是1918至1922年间的“红军之星”浮雕，即当时红军及红海军的代表标志犁、铁锤图案的五角星；下面是俄文“苏联武装力量五十周年”(俄语：«ПЯТЬДЕСЯТ ЛЕТ ВООРУЖЕННЫХ СИЛ СССР»)。
苏联武装力量五十周年奖章通过章體上方的圆环穿过紀念章悬挂环固定到一个标准的苏联五边形章挂。章挂由24毫米宽的莫列波纹绿松石色丝绸绶带覆盖，绶带中央有2毫米白色条纹，白条纹边缘有两条2毫米红色条纹，再边缘为1毫米白色条纹。

## 部分获奖者

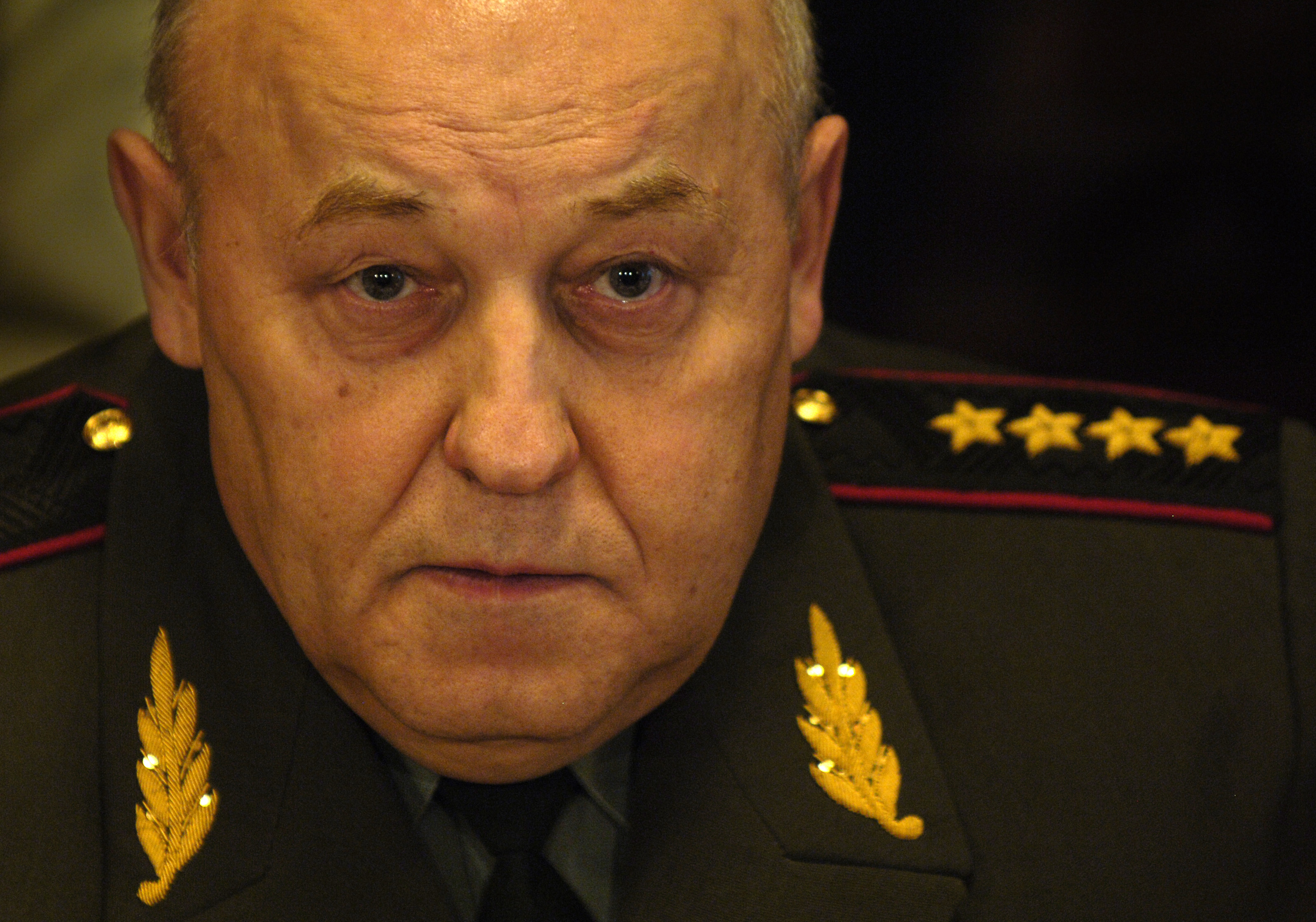
大将巴卢耶夫斯基，苏联武装力量五十周年奖章获奖者

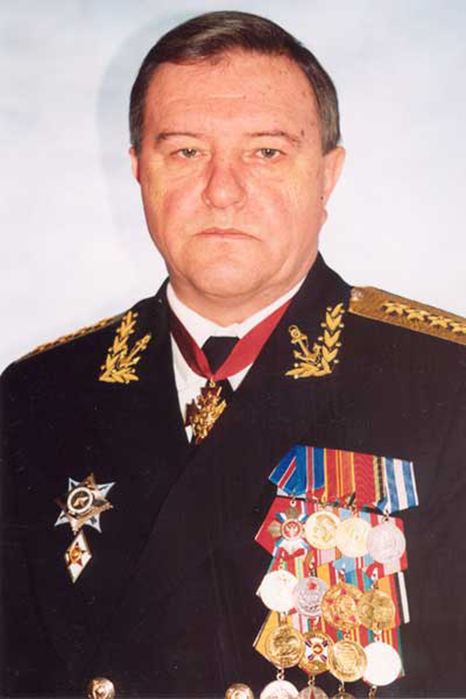
海军上将库罗耶多夫，苏联武装力量五十周年奖章获奖者

- 上将鲍里斯·维塞尔沃多维奇·格罗莫夫
- 大将伊万·弗拉基米洛维奇·秋列涅夫
- 人民艺术家尼古拉·亚历山德罗维奇·安年科夫（英语：Nikolay Annenkov）
- 大将尤里·尼古拉耶维奇·巴卢耶夫斯基（英语：Yuri Baluyevsky）
- 海军元帅弗拉基米尔·伊万诺维奇·库罗耶多夫（英语：Vladimir Kuroyedov）
- 大将伊万·伊万诺维奇·费久宁斯基
- 海军元帅弗拉基米尔·阿法纳西耶维奇·卡萨托诺夫（英语：Vladimir Kasatonov）
- 少校娜塔莉亚·费奥多罗夫娜·梅克林（英语：Natalya Meklin）
- 大将雅科夫·格里高利耶维奇·科雷泽尔（英语：Yakov Kreizer）
- 海军少将阿克塞尔·伊万诺维奇·伯格（英语：Aksel Berg）
- 中将瓦西里·马克西莫维奇·阿佛宁（英语：Vasily Afonin）
- 大将库兹马·尼基托维奇·加利茨基（英语：Kuzma Galitsky）